# Rommel Pacheco
Rommel Aghmed Pacheco Marrufo (Mérida, 12 luglio 1986) è un tuffatore, politico e personaggio televisivo messicano.
Dal 2021 al 2024 è stato deputato federale. In seguito è divenuto direttore della Commissione Nazionale di Cultura Fisica e Sport (CONADE).

## Biografia
Si è sposato con Alhely Fallah "Lylo Fa", dopo aver avuto una relaziona con la tuffatrice Paola Espinosa.

### Carriera sportiva
Ai XIV Giochi panamericani del 2003, quando aveva da poco compiuto i 17 anni, ha ottenuto i suoi primi successi a livello internazionale. Nella competizione di Santo Domingo ha infatti vinto la medaglia d'oro, dalla piattaforma 10 metri, e quella d'argento con il compagno di nazionale Fernando Platas nel concorso sincronizzato sempre dalla piattaforma 10 metri.
Ha esordito ai Giochi olimpici estivi a Atene 2004 nel completando al decimo posto sia dal trampolino 3 metri che dalla piattaforma 10 metri.
Alle Olimpiadi di Pechino 2008 ha ottenuto l'ottavo posto nella piattaforma 10 metri dopo aver passato sia il turno qualificatorio che la semifinale con la nona posizione.
Ai campionati mondiali di nuoto di Barcellona 2013, in squadra con Jahir Ocampo, ha vinto la medaglia di bronzo nel concorso dei tuffi dal trampolino 3 metri sincro disputato alla Piscina municipale di Montjuïc.
Ai Giochi olimpici di Rio de Janeiro 2016 si è classificato settimo nel trampolino 3 metri e decimo nel sincro 3 metri, in coppia con Jahir Ocampo.
Si è ritirato nel 2021 all'età di 35 anni, al termine dei Giochi olimpici di Tokyo 2020, dove è stato alfiere della propria nazionale alla cerimonia di apertura assieme alla golfista Gabriela Lopez. In gara ha concluso al sesto posto nel trampolino 3 metri.

### Carriera televisiva
Ha partecipato a diversi programmi televisivi, a volte mettendo alla prova le sue capacità fisiche come in Exatlón México, o come ballerino nel programma Bailando con las estrellas (Ballando con le stelle).
| Anno | Titolo                     | Personaggio/Ruolo | Note         |
| ---- | -------------------------- | ----------------- | ------------ |
| 2020 | ¿Quién es la máscara?      | Duende            | 7° eliminato |
| 2020 | Guerreros México           | Equipo cobras     | Invitato     |
| 2018 | Bailando con las estrellas |                   | Partecipante |
| 2017 | Exatlón México             | Equipo Rojo       | Partecipante |

Ha un proprio canale su YouTube ed è apparso in quello del tuffatore Tom Daley.

### Deputato federale (2021-2024)
Nel gennaio 2021 si è registrato come precandidato alla Camera dei deputati per il terzo distretto dello stato di Yucatán per il Partito Azione Nazionale (PAN), in vista delle elezioni di giugno 2021. L'invito a entrare nel PAN gli era stato rivolto dal governatore dello Yucatán, Mauricio Vila.
Il 10 giugno 2021 è stata ufficializzata la sua elezione a deputato federale con la consegna del certificato di maggioranza. Ha ottenuto 55.173 voti, risultando il candidato più votato su un totale di 170.929 voti espressi. Il certificato è stato ritirato dal suo supplente, Gonzalo Puerto.
Nel luglio 2021 è diventato il primo sportivo in attività a ricoprire una carica elettiva, nonché il primo deputato eletto a essere portabandiera del Messico ai Giochi olimpici.
Durante il suo mandato come deputato federale ha mantenuto una posizione critica verso il governo, votando contro le iniziative e le riforme costituzionali proposte dal presidente Andrés Manuel López Obrador, il che, insieme ai blocchi di opposizione, ha impedito l'approvazione della Riforma Elettrica e delle modifiche alla Riforma Elettorale.
Nel luglio 2023, Rommel Pacheco ha annunciato ai media che si stava preparando una denuncia contro la direttrice della Commissione Nazionale di Cultura Fisica e Sport (CONADE), Ana Gabriela Guevara, per la cattiva gestione dell’istituzione, per aver ritirato i finanziamenti alla squadra olimpica di nuoto e ad altri sportivi.
Nel settembre 2023 ha annunciato che avrebbe lasciato il Partito Azione Nazionale per entrare nel Movimento di Rigenerazione Nazionale.

### Candidato alla carica di sindaco di Mérida (2024)
I fondatori e i militanti di Morena hanno espresso il loro disappunto per la candidatura di Rommel Pacheco alle elezioni interne per la candidatura a sindaco di Mérida, accusandolo di essere una scelta sbagliata: “Rommel Pacheco è sinonimo di sconfitta” (Echazarreta, 2023).
Diversi esponenti di Morena hanno continuato a esprimere il proprio dissenso nel corso di vari eventi pubblici, tanto che durante una visita di Claudia Sheinbaum nello Yucatán, Pacheco è stato fatto scendere dal palco per evitare tensioni tra i presenti.
Il 31 dicembre, la sua candidatura a sindaco di Mérida per Morena è stata annunciata tramite il profilo Twitter di Mario Delgado, suscitando numerose critiche non solo per la scelta del candidato, ma anche per le modalità, ritenute poco convenzionali, con cui è stata comunicata. Militanti e fondatori di Morena Yucatán, insieme ad alcuni opinionisti vicini alla Quarta Trasformazione, come Damián Alcázar, lo hanno definito un "traditore", e alcuni hanno dichiarato che, in presenza della sua candidatura, avrebbero preferito votare per un altro partito.
Alle elezioni del 2 giugno 2024, Pacheco ha ottenuto il 39,89% dei voti, classificandosi al secondo posto, con undici punti di distacco dalla candidata del Partito Azione Nazionale, Cecilia Patrón Laviada, che ha vinto le elezioni con il 50,20% dei voti.

### Direzione della CONADE (2024)
All'inizio del mandato presidenziale di Claudia Sheinbaum, è stato nominato direttore della Commissione Nazionale di Cultura Fisica e Sport (CONADE), sostituendo Ana Gabriela Guevara in quell'incarico

## Palmarès
- Mondiali

Barcellona 2013: bronzo nel sincro 3 m.
Budapest 2017: argento nella gara a squadre.
Gwangju 2019: argento nel trampolino 1 m.
- Giochi panamericani

Santo Domingo 2003: oro nella piattaforma 10 m e argento nel sincro 10 m.
Rio de Janeiro 2007: argento nella piattaforma 10 m.
Guadalajara 2011: argento nella piattaforma 10 m
Toronto 2015: oro nel trampolino 3 m e nel sincro 3 m.
- Universiadi

Smirne 2005: oro nella piattaforma 10 m e bronzo nel sincro 10 m.
Bangkok 2007: bronzo nel trampolino 3 m.
Belgrado 2009: argento nella piattaforma 10 m.
Shenzen 2011: argento nel sincro 3 m e bronzo nella piattaforma 10 m.
- Giochi centramericani e caraibici

Cartagena 2006 argento nel trampolino 1 m, nel trampolino 3 m e bronxo nella piattaforma 10 m
Mayagüez 2010: argento nella piattaforma 10 m.
- Vincitore della Coppa del Mondo del trampolino 3m nel 2016

### Premi e riconoscimenti
Nel 2003 ha ricevuto il riconoscimento Luchador Olmeca, la massima onorificenza conferita dalla Confederazione Sportiva Messicana. Inoltre, ha ottenuto il Premio Statale dello Sport e il Premio Nazionale dello Sport nel 2005, entrambi assegnati dalla Commissione Nazionale dello Sport. Ha ricevuto anche un riconoscimento da parte della Segreteria della Difesa Nazionale per la sua brillante partecipazione ai Giochi Panamericani di Toronto 2015. La Università Anáhuac gli ha conferito per due volte il riconoscimento come sportivo d’élite.